# Obi-Wan Kenobi (televíziós sorozat)
Az Obi-Wan Kenobi 2022-ben bemutatott amerikai kalandsorozat, amely a  Csillagok háborúja-franchise harmadik élőszereplős tévésorozata. A főbb szerepekben Ewan McGregor, Hayden Christensen, Rupert Friend, Moses Ingram látható.
A sorozat 2022. május 27-én indult el Amerikában a Disney+-on, míg Magyarországon 2022. június 14-én volt látható.
A sorozat tíz évvel a Star Wars III. rész – A Sith-ek bosszúja eseményei után játszódik.

## Cselekmény
10 éve a Jediket a 66-os parancs megsemmisítette és Obi-Wan Kenobi tanítványa, Anakin Skywalker lett a Sith Nagyúr, Darth Vader. Kenobi a Tatuin bolygón bujkál, őrzi Anakin fiát, Luke-ot, amikor elhívják Anakin lányának, Leiának a megmentésére, miután a Galaktikus Birodalom inkvizítorai elrabolják.

## Szereplők

### Főszereplő
| Szereplő             | Színész       | Magyar hang | Leírás |
| -------------------- | ------------- | ----------- | --- |
| Obi-Wan "Ben" Kenobi | Ewan McGregor | Anger Zsolt | Jedi mester, aki túlélte a 66-os parancsot és a Tatuinon tölti önkéntes száműzetését remeteként, hogy figyelemmel kísérhesse Luke-ot. |

### Mellékszereplők
| Szereplő                       | Színész                                  | Magyar hang    | Leírás |
| ------------------------------ | ---------------------------------------- | -------------- | --- |
| A Főinkvizítor                 | Rupert Friend                            | Kálid Artúr    | Korábban Jedi templomőr volt, de átcsábította a sötét oldal. Darth Vader küldi, hogy kutassa fel, és ölje meg a megmaradt jediket.                                                                                    |
| Ötödik Fivér                   | Sung Kang                                | Bognár Tamás   | A Galaktikus Birodalom szürke bőrű férfi inkvizítora volt néhány évvel a yavini csata előtt. Palpatine császár parancsára Darth Vader elküldte az Ötödik Fivért, hogy a Birodalom elleni növekvő lázadásra vadásszon. |
| Reva Sevander / Harmadik Nővér | Moses Ingram                             | Györfi Laura   | Egy könyörtelen és ambiciózus női inkvizítor, aki Darth Vader parancsára ki kell végeznie a túlélő jediket. |
| Leia Organa                    | Vivien Lyra Blair                        | Bak Julianna   | Anakin lánya, Bail és Breha fogadott lánya, valamint Luke ikertestvére és az Alderaan bolygó hercegnője. |
| Haja Estree                    | Kumail Nanjiani                          | Kovács Lehel   | Utcai szélhámos, aki Jedinek álcázva magát Daiyu utcáin dolgozik. |
| Anakin Skywalker / Darth Vader | Hayden Christensen                       | Moser Károly   | Luke és Leia apja, Obi-Wan korábbi Padawanja és barátja, aki átállt a Sötét oldalra és Sith nagyúr lett belőle. |
| Anakin Skywalker / Darth Vader | James Earl Jones (hang)                  | Horányi László | Luke és Leia apja, Obi-Wan korábbi Padawanja és barátja, aki átállt a Sötét oldalra és Sith nagyúr lett belőle. |
| Anakin Skywalker / Darth Vader | Jake Lloyd (gyerekként, archív felvétel) | Nem szólal meg | Luke és Leia apja, Obi-Wan korábbi Padawanja és barátja, aki átállt a Sötét oldalra és Sith nagyúr lett belőle. |
| Tala Durith                    | Indira Varma                             | Wégner Judit   | Egy kiábrándult birodalmi tiszt a Mapuzo bolygón, aki segít erőérzékenyeknek megszökni a Birodalomtól. |
| Kawlan Roken                   | O’Shea Jackson Jr.                       | Gacsal Ádám    | Az Ösvény hálózat vezetője, aki segít erőérzékenyeknek megszökni a Birodalomtól. |

### További szereplők
| Szereplő                        | Színész           | Magyar hang                   | Leírás |
| ------------------------------- | ----------------- | ----------------------------- | --- |
| Nari                            | Benny Safdie      | Pál Tamás                     | Egy Jedi, aki Obi-Want keresi a Tatuinon. |
| Owen Lars                       | Joel Edgerton     | Szűcs Sándor                  | Farmer a Tatuinon, Anakin mostohatestvére, Luke nagybátyja. Szkeptikusnak tartja Kenobi jelenlétét, Luke jövőbeli Jedi kiképzése miatt.               |
| Beru Whitesun-Lars              | Bonnie Piesse     | F. Nagy Erika                 | Owen felesége, Luke nagynénje. |
| Breha Organa                    | Simone Kessell    | Bérces Gabriella              | Leia fogadott anyja, Bail felesége és az Alderaan bolygó királynője.                                                                                  |
| Vect Nokru                      | Flea              | Kapácsy Miklós                | Egy fejvadász, aki elrabolta Leiát. |
| Bail Organa                     | Jimmy Smits       | Sörös Sándor                  | Leia fogadott apja és az Alderaan bolygó szenátora.                                                                                                   |
| Nyche Horn                      | Marisé Álvarez    |                               | Menekült, aki fiával szállást keres. |
| Lyn / Negyedik Nővér            | Rya Kihlstedt     | Kiss Eszter                   | Női inkvizítor. |
| Freck                           | Zach Braff (hang) | Bede-Fazekas Szabolcs         | A mapuzói birodalmi bányászati létesítmény szállítóvezetője.                                                                                          |
| Sully                           | Maya Erskine      | Németh Kriszta                | Az Ösvény hálózat tagja, aki segít erőérzékenyeknek megszökni a Birodalomtól.                                                                         |
| Sheev Palpatine / Darth Sidious | Ian McDiarmid     | Reviczky Gábor                | Sith nagyúr és Darth Vader mestere, korábban a Galaktikus Köztársaság szenátora volt, majd Főkancellárja, most pedig a Galaktikus Birodalom császára. |
| Sheev Palpatine / Darth Sidious | Ian McDiarmid     | Gruber Hugó (archív felvétel) | Sith nagyúr és Darth Vader mestere, korábban a Galaktikus Köztársaság szenátora volt, majd Főkancellárja, most pedig a Galaktikus Birodalom császára. |

### Kisebb szereplők
| Szereplő               | Színész              | Magyar hang       | Leírás                                                                          |
| ---------------------- | -------------------- | ----------------- | ------------------------------------------------------------------------------- |
| Minas mester           | Ming Qiu             |                   | Jedi mester, Reva és társainak az oktatója, a 66-os parancsíg.                  |
| Luke Skywalker         | Grant Feely          |                   | Anakin fia, Leia ikertestvére, aki a Tatuinon él nagybátyjával és nagynénjével. |
| C-3PO                  | Anthony Daniels      | Galbenisz Tomasz  | Beszélő protocol droid, akit még Anakin rakott össze.                           |
| Hajléktalan klónkatona | Temuera Morrison     | Dörner György     | Hajléktalan klónkatona a Daiyu bolygón, aki az 501-es légió tagja volt.         |
| Tetha Grig             | Esther-Rose McGregor |                   | Egy fűszerkereskedő, aki találkozik Kenobival Daiyu utcáin.                     |
| Corran Horn            | Indie Desroches      |                   | Egy erőérzékeny gyermek, aki édesanyjával szállást keres.                       |
| NED-B                  | Dustin Ceithamer     | Nem szólal meg    | Egy bányász droid.                                                              |
| Wade Resselian         | Ryder McLaughlin     | Kádár-Szabó Bence | Az Ösvény hálózat tagja, aki segít erőérzékenyeknek megszökni a Birodalomtól.   |
| Qui-Gon Jinn           | Liam Neeson          | Kovács István     | Obi-Wan Kenobi halott mestere, aki erőszellemként megjelenik neki.              |

### Archív felvételen szereplők
| Szereplő      | Színész           | Magyar hang     | Leírás                                                                  |
| ------------- | ----------------- | --------------- | ----------------------------------------------------------------------- |
| Yoda          | Frank Oz          | Versényi László | Jedi mester, a Nagytanács bölcs tagja.                                  |
| Mace Windu    | Samuel L. Jackson | Kőszegi Ákos    | Jedi mester, a Nagytanács erősebb tagja.                                |
| Darth Maul    | Ray Park          | Nem szólal meg  | Sith, Darth Sidious zabrak tanítványa                                   |
| Padmé Amidala | Natalie Portman   | Zsigmond Tamara | Anakin Skywalker felesége, a Naboo királynője, később szenátora         |
| Jango Fett    | Temuera Morrison  | Nem szólal meg  | Egykori Mandalóri fejvadász, aki a DNS-éböl jöttek létre a klónkatonák. |

### Magyar változat
- Magyar szöveg: Blahut Viktor
- Hangmérnök és szinkronrendező: Kránitz Lajos András
- Vágó: Kránitz Bence
- Gyártásvezető: Bogdán Anikó
- Produkciós vezető: Máhr Rita
- Művészeti vezető: Jarek Wójcik
- Keverő stúdió: Shepperton International

A szinkront az SDI Media Hungary készítette.

## Epizódok
Az összes epizódot Joby Harold írta és Deborah Chow rendezte.
| # | Cím                | Rendező      | Író | Premier                           |
| --- | ------------------ | ------------ | --- | --------------------------------- |
| 1. | 1. rész (Part I)   | Deborah Chow | Történet: Stuart Beattie és Hossein Amini Tévéjáték: Joby Harold, Stuart Beattie és Hossein Amini               | 2022. május 27. 2022. június 14.  |
| Tíz évvel a 66-os parancs kiadása után járunk, amikor a Jedik nagy részét megölték. A Főinkvizítor, az Ötödik Fivér és a Harmadik Nővér találnak egy túlélő Jedit, Narit a Tatuinon. Reva, a Harmadik Nővér megpróbálja megölni a férfit de a Főinkvizítor megállítja így Nari elmenekül. A Főinkvizítor nem nézi jó szemmel társa türelmetlenségét és megszállottsága miatt is neheztel rá miszerint a nő minden áron Obi-Wan-t akarja megtalálni. Obi-Wan szintén a Tatuinon van de elrejtőzik a kíváncsi szemek elől és a Ben álnevet használja. Egy húsüzemben dolgozik és titokban szemmel tartja a fiatal Luke-ot. Álmában a múlt emlékei kísértik, és az Erő segítségével sem tud kommunikálni egykori mesterével, Qui-Gon Jinnel. Kenobi-t megtalálja Nari de a Jedimester nem hajlandó segíteni neki. Később azonban a városban meglátja a férfit fellógatva. Leia az Alderaan bolygón él családjával. A lányt egy nap elrabolják amikor az erdőben játszik. Bail Organa szenátor egyből Obi Wanhoz fordul de ő visszautasítja a segítségnyújtást. A szenátor személyesen is felkeresi őt és kérleli hogy segítsen a lányán. Obi-Wan végül igent mond és elindul a kislány után. Az epizód végén kiderül hogy az elrablók Vect Nokru zsoldos bandája, egy fejvadász csoport, akiket Reva bérelt fel Obi Wan előcsalogatásához |                    |              | |                                   |
| 2. | 2. rész (Part II)  | Deborah Chow | Történet: Stuart Beattie és Hossein Amini Tévéjáték: Joby Harold                                                | 2022. május 27. 2022. június 14.  |
| Obi-Wan a Daiyu bolygóra követte az emberrablókat ahol találkozik egy szélhámossal, Haja Estree-vel, aki Jedinek adja ki magát. A férfi Obi-Wan nyomására elmondja hol a lány. Először a zsoldosok kerülnek fölénybe de Kenobinak sikerül legyőzni őket és megmenti Leia-t. A Főinkvizítor rájön Reva tettére valamint megtudja hogy itt vannak Kenobiék ezért lezárja a várost. Reva nem engedelmeskedik a parancsnak miszerint vessen véget az üldözésnek és újfent vérdíjat tűz ki Obi-Wan fejére. Emiatt a város összes zsoldosa utána kutat. Leia erre rájön és nem bízik többé a férfiban és elmenekül. Amíg Kenobi a tetőn üldözi a lányt zsoldosok próbálják megölni őket. Leia leugrik de Obi-Wan pedig megmenti őt az Erő segítségével, így visszanyeri bizalmát. Haja megtalálja őket, és egy őrizetlen teherkikötőbe irányítja őket ahonnan elmenekülhetnek a városból. Reva viszont követi őket majd a nő elárulja Kenobinak, hogy Anakin, akit halottnak hitt valójában él és felvette a Darth Vader nevet. Ekkor a Főinkvizítor is megérkezik, hogy ő maga fogja el a Jedit, de Reva megöli őt és ez idő alatt Kenobi és Leia megszöknek. A Mustafaron Vader nagyúr felébred egy bacta tankban. - A bacta tank erős gyógyító szerrel telített tartály amely elősegítette a gyors gyógyulást. |                    |              | |                                   |
| 3. | 3. rész (Part III) | Deborah Chow | Joby Harold, Hannah Friedman, Hossein Amini és Stuart Beattie                                                   | 2022. június 1. 2022. június 14.  |
| Vader Revát utasítja Kenobi felkutatására, ha sikerrel jár ő lehet az új Főinkvizítor. Kenobi és Leia teherhajója egy Mapuzo bányászbolygón landol és elindulnak a Haja által kapott koordináták felé. Ott azonban nem várja őket semmi. Épp arra jár egy birodalmi szállító jármű és felkéredzkednek rá. Az út végén egy ellenőrző pont vár rájuk ahol épp lebuknának de az egyik katona lelövi a birodalmiakat. Kiderül hogy a segítő az Tala, Haja barátja és ő hozzá kellett hogy eljussanak. Elviszi őket egy védett házba ahonnan tovább mehetnek a kikötőbe egy földalatti alagúton keresztül. Tala és Leia elindulnak, Obi-Wan hátra marad mert Vader és az inkvizítorok megérkeznek. Kenobi elvonja a figyelmüket majd megküzd egykori tanítványával. Vader legyőzi régi mesterét és tűz által megégeti őt. Tala visszamegy a férfihez és eltereli a nagyúr figyelmét és Kenobi megmenekül. Leia egyedül jut el az alagút végéhez ahol már Reva vár rá... |                    |              | |                                   |
| 4. | 4. rész (Part IV)  | Deborah Chow | Joby Harold és Hannah Friedman                                                                                  | 2022. június 8. 2022. június 14.  |
| Miután megszöktek Vader elől, Tala a Jabiim bolygón lévő bázisukra viszi Obi-Wan-t és bacta tartályba helyezik a gyors gyógyulás érdekében. Később ő és Tala beszivárognak az inkvizítorok erődítményébe a Mustafar rendszerben lévő Nur nevezetű víz holdjára hogy megmentsék Leiát. A kislányt Reva hallgatja ki egy bizonyos Ösvény részleteiről. A bejutás után Obi-Wan felfedez egy termet tele tartályokkal amikben a Birodalom által elfogott és megölt Jedik voltak. Leiát sikerül megszöktetni de Tala lelepleződik. Végül Tala barátja, Roken és csapatai segítségével megszöknek a bolygóról. Vader épp megölné Reva-t a baklövéséért, amikor a nő elmondja hogy nyomkövetőt tett a hajójukra és szándékosan engedte el őket. Az epizód végén látható ahogy Leia droidja, Lola a nyomkövető ami aktiválja is magát. - Az Ösvény azoknak a titkos alagutaknak a rendszere ahol a Jediket menekítették ki az adott bolygóról ha az inkvizítorok megtalálták őket. |                    |              | |                                   |
| 5. | 5. rész (Part V)   | Deborah Chow | Joby Harold és Andrew Stanton                                                                                   | 2022. június 15. 2022. június 15. |
| A nyomkövető által eljutnak a Jabiim bolygón lévő bázisra és a hekkelt drón lezárja az épületet. Vader Főinkvizítorrá lépteti elő Reva-t. Elkezdik a bázis ostromát. Obi-Wan időt akar nyerni így tárgyalást kér a nőtől. Kiderül Reva annak idején mikor Anakin megölte az ifjoncokat a Jedi templomban Reva is ott volt de elrejtőzött a hullák közt így megmenekült. Emiatt tudja hogy ki is valójában Vader és bosszút akar állni rajta. A birodalmiak betörnek a bázisra. Tala feláldozza magát a társa érdekében. Obi-Wan megadja magát mivel a győzelemre nincs esélyük. Reva elé viszik akit próbál meggyőzni álljanak össze és állítsák meg Vader-t, de a nő nem kér belőle. Eközben Leia kijavítani a drón által okozott hibát és a ott lévő menekültek kijuthatnak a bázisról. Vader megérkezik a barlangba és az Erő segítségével visszarántja az épp távozni készülő hajót, de ez csak egy csali volt mert egy másik hajóval ez idő alatt elrepültek. Reva kihasználja a lehetőséget és megtámadja Vader-t. Egy rövid párbaj után a nagyúr leszúrja a nőt. A Reva által leszúrt Főinkvizítor megjelenik és visszaveszi inkvizítori jelvényét majd magára hagyják a nőt. Miközben az Ösvény tagjai repülnek a hajóval Obi-Wan valami bajt érez. A sérült Reva megtalálja Obi-Wan adó vevőjét rajta Bail Organa üzenetét, amely szerint Tatuinra tartanak...                                                                                          |                    |              | |                                   |
| 6. | 6. rész (Part VI)  | Deborah Chow | Történet: Stuart Beattie, Joby Harold és Andrew Stanton Tévéjáték: Joby Harold, Andrew Stanton és Hossein Amini | 2022. június 22. 2022. június 22. |
| Reva megérkezik a Tatuinra, hogy megkeresse Luke-ot. Vader eközben Kenobit és az Ösvény tagjait szállító hajót üldözi. Obi-Wan végül egy külön hajón hátrahagyja a többieket mert tudja, Vader őt fogja követni. Egy közeli bolygóra megy, ahol megküzd Vaderrel. Először a nagyúr kerekedik felül de aztán Obi-Wan megsérti Vader sisakját és légzőkészülékét, végül nem öli meg egykori barátját hanem magára hagyja. Reva a helyi piacon érdeklődik Owen után. Egy árus figyelmezteti a férfit, aki hazaérve felkészül feleségével a betolakodó fogadására. Reva meg is érkezik de a nő könnyű szerrel legyőzi támadóit és a fiú nyomába ered.Egy kisebb hajsza után elkapja Luke-ot, de nem képes megölni őt, mert eszébe jut Anakin mészárlása a Jedi templomban. Végül visszaadja őt családjának. Obi-Wan elismerését fejezi ki hogy eltaszította a Sötét Oldalt. A Mustafaron, a már felgyógyult Vader felhagy Kenobi keresésével, miután mestere, Palpatine császár megkérdőjelezi hűségét. Leia végül sikeresen hazajut. Kenobi meglátogatja őket és megígéri hogy a jövőben, szükség esetén segíteni fog nekik, majd elbúcsúzik. Obi-Wan visszatér a Tatuinra és Owentől is búcsút vesz és hagyja hogy Luke-nak rendes gyerekkora legyen. Távozása előtt Owen megengedi neki, hogy találkozzon Luke-kal. Ezután elindul a sivatagba. Mivel így Obi-Wan megtalálta belső békéjét az út során megjelenik neki egykori mestere Qui-Gon Jinn Erő Szelleme. |                    |              | |                                   |

## Gyártás
McGregor 2019 augusztusában tárgyalt a Disney+-szal a sorozatról. Ugyanebben a hónapban, a Disney D23-as rendezvényén, a Lucasfilm elnöke, Kathleen Kennedy és McGregor hivatalosan is bejelentették a sorozatot.
A forgatás 2021 áprilisában kezdődött Los Angelesben. McGregor megerősítette, hogy a forgatás szeptember 19-én befejeződött.

## Kritika
A sorozat kapcsán az a kérdés fogalmazódott meg leginkább, hogy ebben a formában szükség volt e rá egyáltalán. A vélemenyek szerint nem: a karakterek és a régi, ismerős szereplők igazán semmi újat nem adtak a franchise-hoz, miközben a történet is sok ponton logikátlan, nem indokolja meg önmaga létét, ezen kívül izgulni sincs kiért, hiszen a legtöbb főszereplő életben marad, akik a sorozathoz kapcsolódó, kronológiailag későbbi mozifilmben is feltűnnek. Megemlítették, hogy a sorozat eredeti íróját, a Drive – Gázt! is jegyző Hossein Aminit lecserélték Joby Haroldra, aki olyan filmeken dolgozott, mint A halottak hadserege című zombihorror, ami feltehetően a sorozat minőségét is visszavetette. Voltak lelkendezőbb vélemények is, amik főleg az eredeti filmek hangulatát megidéző jeleneteket emelték ki.

## Díjak és elismerések
| Díj  | Év                                    | Kategória                                                                                | Díjazott | Eredmény | Forr.  |
| ---- | ------------------------------------- | ---------------------------------------------------------------------------------------- | --- | -------- | ------ |
| 2022 | Black Reel-díj                        | Legjobb női mellékszereplő (tévéfilm vagy limitált sorozat)                              | Moses Ingram | Elnyerte | [ 20 ] |
| 2022 | Golden Trailer-díj                    | Legjobb akció (televíziós vagy streaming sorozat)                                        | Obi-Wan Kenobi | Elnyerte | [ 21 ] |
| 2022 | People’s Choice Awards                | Az év televíziós műsora                                                                  | Obi-Wan Kenobi | Jelölve  | [ 22 ] |
| 2022 | People’s Choice Awards                | Az év férfi tévés sztárja                                                                | Ewan McGregor | Jelölve  | [ 22 ] |
| 2022 | People’s Choice Awards                | Az év sci-fi/fantasy műsora                                                              | Obi-Wan Kenobi | Jelölve  | [ 22 ] |
| 2022 | Szaturnusz-díj                        | Legjobb televíziós limitált sorozat (streaming)                                          | Obi-Wan Kenobi | Elnyerte | [ 23 ] |
| 2022 | Szaturnusz-díj                        | Legjobb televíziós színész (streaming)                                                   | Ewan McGregor | Jelölve  | [ 23 ] |
| 2022 | Szaturnusz-díj                        | Legjobb televíziós női mellékszereplő                                                    | Moses Ingram | Elnyerte | [ 23 ] |
| 2022 | Szaturnusz-díj                        | Legjobb fiatal színész (televíziós sorozat)                                              | Vivien Lyra Blair | Jelölve  | [ 23 ] |
| 2022 | Szaturnusz-díj                        | Legjobb televíziós vendégszereplő                                                        | Hayden Christensen | Elnyerte | [ 23 ] |
| 2022 | Set Decorators Society of America-díj | Legjobb látványtervezés (tévéfilm vagy limitált sorozat)                                 | Jan Pascale, Todd Cherniawsky és Doug Chiang | Elnyerte | [ 24 ] |
| 2023 | Art Directors Guild-díj               | Legjobb látványtervezés (tévéfilm vagy limitált sorozat)                                 | Todd Cherniawsky és Doug Chiang | Jelölve  | [ 25 ] |
| 2023 | Cinema Audio Society-díj              | Legjobb hangkeverés (tévéfilm vagy limitált sorozat)                                     | Julian Howarth, Bonnie Wild, Danielle Dupre, Scott R. Lewis, Doc Kane és Jason Butler (az "1. rész" c. epizódért)                                                           | Elnyerte | [ 26 ] |
| 2023 | Cinema Audio Society-díj              | Legjobb hangkeverés (televíziós nem kitalált, varieté vagy zene - sorozat vagy rövidfilm | Richard Hays, Danielle Dupre és Scott Michael Smith (az "Obi-Wan Kenobi: A Jedi's Return" c. dokumentumfilmért)                                                             | Jelölve  | [ 26 ] |
| 2023 | Critics' Choice Super-díj             | Legjobb színésznő (sci-fi/fantasy sorozat)                                               | Moses Ingram | Jelölve  | [ 27 ] |
| 2023 | Critics' Choice Super-díj             | Legjobb ellenség (sorozatban)                                                            | Hayden Christensen | Jelölve  | [ 27 ] |
| 2023 | Directors Guild of America-díj        | Legjobb rendező (limitált sorozat vagy tévéfilm)                                         | Deborah Chow | Jelölve  | [ 28 ] |
| 2023 | Nickelodeon Kids’ Choice Awards       | Kedvenc gyerek TV műsor                                                                  | Obi-Wan Kenobi | Jelölve  | [ 29 ] |
| 2023 | Nickelodeon Kids’ Choice Awards       | Kedvenc férfi TV sztár családi sorozatból                                                | Ewan McGregor | Jelölve  | [ 29 ] |
| 2024 | Astra TV-díj                          | Legjobb színész (streaming limitált vagy antológia sorozat vagy film)                    | Ewan McGregor | Jelölve  | [ 30 ] |
| 2024 | Primetime Creative Arts Emmy-díj      | Legjobb egykamerás képvágás (limitált vagy antológia sorozat vagy tévéfilm)              | Kelley Dixon és Josh Earl (a "6. rész" c. epizódért) | Jelölve  | [ 31 ] |
| 2024 | Primetime Creative Arts Emmy-díj      | Legjobb hangvágás (limitált vagy antológia sorozat, tévéfilm vagy különkiadás)           | Matthew Wood, Trey Turner, Angela Ang, Ryan Cota, Jon Borland, Tim Farrell, Michael Levine, Ramiro Belgardt, Nicholas Fitzgerald, Thom Brennan, Ronni Brown és Sean England | Jelölve  | [ 31 ] |
| 2024 | Primetime Creative Arts Emmy-díj      | Legjobb hangkeverés (limitált vagy antológia sorozat vagy tévéfilm)                      | Danielle Dupre, Scott Lewis, Bonnie Wild és Julian Howarth (a "6. rész" c. epizódért)                                                                                       | Jelölve  | [ 31 ] |
| 2024 | Primetime Creative Arts Emmy-díj      | Legjobb fantasy/sci-fi jelmez                                                            | Suttirat Anne Larlarb, Stacia Lang és Lynda Foote (az "1. rész" c. epizódért)                                                                                               | Jelölve  | [ 31 ] |
| 2024 | Primetime Emmy-díj                    | Legjobb limitált vagy antológia sorozat                                                  | Obi-Wan Kenobi | Jelölve  | [ 31 ] |

## Lásd még
A Csillagok háborúja dátumai